# Championnat des îles Caïmans de football 2019-2020
Navigation
Édition précédente Édition suivante
La saison 2019-2020 du Championnat des îles Caïmans de football est la quarante-et-unième édition de la CIFA National Premier League, le championnat de première division aux Îles Caïmans. Les douze meilleures équipes de l'île sont regroupées au sein d’une poule unique. À l'issue de la saison, les deux dernières équipes sont reléguées en Division One.
Le Scholars International, double vainqueur, remet son titre en jeu.
Alors que Bodden Town reprend la tête du championnat à l'issue de la dixième journée, la ligue suspend ses activités pour une durée indéterminée en raison de la pandémie de Covid-19. Le football reprend ses droits les 15 et 16 août 2020 pour la onzième et dernière journée qui voit le sacre de Bodden Town, devant Scholars International.

## Les équipes participantes
| \| George Town : Academy SC George Town SC Latinos FC North Side SC Roma United Sunset FC West Bay : Alliance Elite SC Future SC Scholars International George Town West Bay Bodden Town East End United \| Localisation des équipes engagées. |
| George Town : Academy SC George Town SC Latinos FC North Side SC Roma United Sunset FC West Bay : Alliance Elite SC Future SC Scholars International George Town West Bay Bodden Town East End United                                          |

| Club                   | Classement 2018-2019 | Ville       | Stade                      |
| ---------------------- | -------------------- | ----------- | -------------------------- |
| Scholars International | Champion             | West Bay    | Ed Bush Stadium            |
| Bodden Town            | 2e                   | Bodden Town | Haig Bodden Stadium        |
| Academy SC             | 3e                   | George Town | Academy Sports Field       |
| Elite SC               | 4e                   | West Bay    |                            |
| Future SC              | 5e                   | West Bay    |                            |
| Roma United            | 6e                   | George Town |                            |
| Latinos FC             | 7e                   | George Town |                            |
| George Town SC         | 8e                   | George Town | T.E. McField Sports Centre |
| Sunset FC              | 9e                   | George Town | T.E. McField Sports Centre |
| East End United        | 11e                  | East End    | Donovan Rankine Stadium    |
| North Side SC          | 12e                  | George Town | T.E. McField Sports Centre |
| Alliance FC            | 14e                  | West Bay    | Ed Bush Sports Complex     |

Légende des couleurs
- Champion

## Compétition
Le barème utilisé pour établir le classement est le suivant :
- Victoire : 3 points
- Match nul : 1 point
- Défaite : 0 point

### Classement
| Rang | Équipe                   | Pts | J  | G  | N | P  | Bp | Bc | Diff |
| ---- | ------------------------ | --- | -- | -- | - | -- | -- | -- | ---- |
| 1    | Bodden Town              | 30  | 11 | 10 | 0 | 1  | 32 | 5  | +27  |
| 2    | Scholars International T | 27  | 11 | 9  | 0 | 2  | 39 | 10 | +29  |
| 3    | Elite SC                 | 20  | 11 | 6  | 2 | 3  | 25 | 13 | +12  |
| 4    | Academy SC               | 20  | 11 | 6  | 2 | 3  | 16 | 14 | +2   |
| 5    | Latinos FC               | 19  | 11 | 5  | 4 | 2  | 26 | 13 | +13  |
| 6    | Sunset FC                | 18  | 11 | 5  | 3 | 3  | 17 | 13 | +4   |
| 7    | Future SC                | 15  | 11 | 4  | 3 | 4  | 14 | 17 | -3   |
| 8    | Roma United              | 13  | 11 | 4  | 1 | 6  | 15 | 17 | -2   |
| 9    | George Town SC           | 13  | 11 | 4  | 1 | 6  | 11 | 14 | -3   |
| 10   | East End United          | 10  | 11 | 3  | 1 | 7  | 17 | 28 | -11  |
| 11   | Alliance FC              | 4   | 11 | 1  | 1 | 9  | 12 | 40 | -28  |
| 12   | North Side SC            | 0   | 11 | 0  | 0 | 11 | 6  | 46 | -40  |

|  | Champion                |
|  | Relégué en Division One |
|  | T : Tenant du titre     |

## Statistiques

### Buteurs
| Rang | Nom                | Équipe                 | Buts |
| 1    | Christopher Reeves | Elite SC               | 13   |
| 1    | Kimani Finn        | Scholars International | 13   |

## Bilan de la saison
| Championnat des îles Caïmans de football 2019-2020 |                        |
| Champion                                           | Bodden Town (4e titre) |
| Dauphin                                            | Scholars International |
| Qualifications continentales                       |                        |
| Promotions et relégations                          |                        |
| Promus en CIFA National Premier League             | Pas de promotion       |
| Relégués en Division One                           | Alliance FC            |
| Relégués en Division One                           | North Side SC          |